# 拉福雷勒鲁瓦
拉福雷勒鲁瓦（法語：La Forêt-le-Roi，發音：[la fɔʁɛ lə ʁwa] ⓘ）是法国法兰西岛大区埃松省埃唐普区的市镇，面积7.94平方千米，2022年1月1日人口为493人。

## 地理
拉福雷勒鲁瓦（48°28'43"N, 2°2'31"E）面积7.94平方千米，位于法国法蘭西島大區埃松省，该省份为法国北部内陆省份，北起上塞纳省和马恩河谷省，西接厄尔-卢瓦省和伊夫林省，南至卢瓦雷省，东临塞纳-马恩省。
与拉福雷勒鲁瓦接壤的市镇（或旧市镇、城区）包括：鲁万维尔、布泰尔维利耶、布瓦西勒塞克、莱格朗日勒鲁瓦、里沙维尔。
拉福雷勒鲁瓦的时区为UTC+01:00、UTC+02:00（夏令时）。

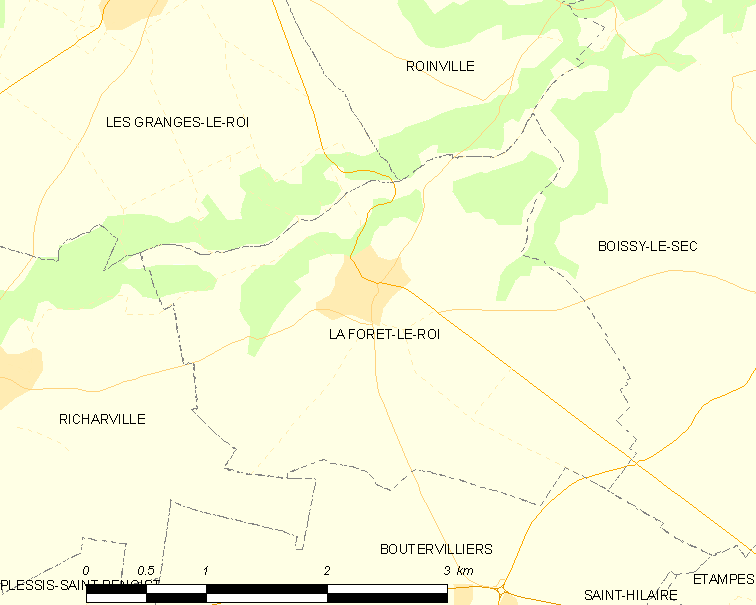
拉福雷勒鲁瓦的OSM定位图

## 行政
拉福雷勒鲁瓦的邮政编码为91410，INSEE市镇编码为91247。

## 政治
拉福雷勒鲁瓦所属的省级选区为杜尔当县。

## 人口

1962-2008年间拉福雷勒鲁瓦人口变化图示

拉福雷勒鲁瓦于2022年1月1日时的人口数量为493人。